# Meir (album)
Meir je druhé studiové album norské hudební skupiny Kvelertak, bylo vydáno 25. března 2013 (v USA 26. března) vydavatelstvími Sony Music Scandinavia ve Skandinávii a Roadrunner Records ve zbytku světa, vinylovou verzi zajistilo vydavatelství Indie Recordings.
Obal alba navrhl John Dyer Baizley ze skupiny Baroness. Ke třem písním alba – Bruane Brenn, Månelyst a Kvelertak – vydala skupina videoklipy.

## Seznam skladeb
| Pořadí         | Název            | Délka |
| -------------- | ---------------- | ----- |
| 1.             | Åpenbaring       | 3:06  |
| 2.             | Spring Fra Livet | 3:34  |
| 3.             | Trepan           | 3:39  |
| 4.             | Bruane Brenn     | 4:07  |
| 5.             | Evig Vandrar     | 2:48  |
| 6.             | Snilepisk        | 2:52  |
| 7.             | Månelyst         | 3:10  |
| 8.             | Nekrokosmos      | 6:40  |
| 9.             | Undertro         | 6:25  |
| 10.            | Tordenbrak       | 8:53  |
| 11.            | Kvelertak        | 3:49  |
| Celková délka: | Celková délka:   | 49:05 |

## Osoby

### Kvelertak
- Erlend Hjelvik – zpěv
- Vidar Landa – kytara, piano
- Bjarte Lund Rolland – kytara
- Maciek Ofstad – kytara, zpěv
- Marvin Nygaard – baskytara
- Kjetil Gjermundrød – bicí

### Hudebníci – hosté
- Ashley Redshaw – zpěv v pozadí[9]

### Ostatní[9]
- Kurt Ballou – mixing, produkce
- Alan Douches – mastering
- Jonathan Rice – management